# Sam Battaglia
Sam Battaglia, pseudonimo di Salvatore Joseph Battaglia, detto Teets (Chicago, 5 novembre 1908 – Chicago, 7 settembre 1973), è stato un mafioso statunitense e membro di spicco dell'organizzazione criminale denominata Chicago Outfit.

## I primi anni
Salvatore Joseph Battaglia nacque a Chicago, in Illinois, il 7 settembre 1973, da Salvatore Battaglia e Giuseppa Scarletta, entrambi di origine veneta. Secondo di tre fratelli, fu introdotto nel mondo della criminalità organizzata dal fratello maggiore Paul, già membro della temuta banda dei Genna e successivamente uno dei fondatori della 42 gang, di cui divenne anche uno dei leader. All'età di 16 anni si unì ai boss Johnny Torrio e Al Capone nella Chicago Outfit, proprio all’inizio della guerra tra bande contro la North Side Gang, composta prevalentemente da irlandesi e guidata dal sottoboss Dean O'Banion. Entro la fine degli anni '30, Battaglia era ormai diventato un membro di alto rango dell'organizzazione e un temuto usuraio.
I debitori che non riuscivano a pagare venivano portati nel retro del ristorante Casa Madrid, a Melrose Park, Illinois, dove spesso venivano brutalmente picchiati, se non addirittura uccisi. Si racconta che il soprannome di Battaglia, “Teets”, derivi proprio da uno di questi episodi: un altro mafioso stava mettendo in discussione il modo in cui Battaglia aveva gestito un debitore, e lui gli avrebbe urlato in dialetto italoamericano:
“Zitto, o ti rompo i denti!” (“Shaddup, or I’ll bust ya in da teets!”).

## Chicago Outfit
Entro il 1950, Battaglia aveva già accumulato un lungo curriculum criminale, con oltre dodici capi d’accusa tra furti con scasso, rapine e omicidi (era sospettato in almeno sette casi di omicidio). Stretto collaboratore del boss della Chicago Outfit, Sam Giancana, Battaglia era considerato il suo naturale successore una volta che Giancana si fosse ritirato.
Quando fu chiamato a testimoniare davanti alla Commissione Kefauver nell’ambito delle indagini sul crimine organizzato, Battaglia invocò il V Emendamento della Costituzione - che consente di non rispondere per non autoincriminarsi - più di 60 volte.
Alla fine degli anni ’50, mentre lo storico leader della Outfit, Antonino “Tony” Accardo, si ritirava progressivamente dalla scena pubblica per proteggersi da possibili incriminazioni, Battaglia si trovò coinvolto in una lotta di potere con altri pezzi grossi dell’organizzazione, tra cui lo stesso Giancana, Felix Alderisio e Fiore “Fifi” Buccieri. Nel 1965, Battaglia riuscì a prendere il comando della Outfit, succedendo a Giancana, che nel frattempo era fuggito all’estero. Tuttavia, solo due anni dopo, nel 1967, fu condannato a 15 anni di carcere per aver violato l’Hobbs Act - una legge federale contro le estorsioni che interferiscono con il commercio interstatale. Con Battaglia in prigione e Giancana ancora in esilio in Messico, la leadership operativa dell'organizzazione passò nelle mani di Felix “Milwaukee Phil” Alderisio.

## Morte
In carcere gli fu diagnosticato un cancro in fase terminale. Fu rilasciato sulla parola alla fine di agosto del 1973, dal centro medico per detenuti federali di Springfield, in Missouri. Morì undici giorni dopo.